# Ніл Ковоун
Ніл Ковоун (англ. Neil Covone; нар. 31 серпня 1969, Гаяліа) — американський футболіст, що грав на позиції півзахисника.
Виступав, зокрема, за клуб «Форт-Лодердейл Страйкерс», а також національну збірну США.

## Клубна кар'єра
Народився 31 серпня 1969 року в місті Гаяліа. Вихованець футбольної школи клубу «Вейк Форест Юніверсіті».
У дорослому футболі дебютував 1991 року виступами за команду «Форт-Лодердейл Страйкерс», кольори якої та захищав протягом усієї своєї кар'єри гравця, що тривала два роки.

## Виступи за збірні
У 1989 році залучався до складу молодіжної збірної США.
Водночас з 1988 року грав в офіційних матчах у складі національної збірної США.
У складі збірної був учасником чемпіонату світу 1990 року в Італії.
Загалом протягом кар'єри в національній команді, яка тривала 3 роки, провів у її формі 5 матчів.